# Ferraat(VI)
Ferraat(VI) is een anorganische anion met de chemische formule [FeO4]2−. Het is lichtgevoelig, geeft een doffe violetkleur aan samenstellingen en oplossingen waar het deel van uitmaakt en is een van de sterkste oxiderende soorten die bekend zijn. Hoewel het geclassificeerd is als een zwakke base, zijn geconcentreerde oplossingen met ferraat(VI) als bestanddeel bijtend en beschadigen ze de huid, en zijn ze alleen stabiel bij een hoge pH-waarde.

## Wetenschappelijke benaming
Met de term ferraat wordt meestal ferraat(VI) bedoeld, hoewel het ook kan verwijzen naar andere ijzerhoudende anionen, waarvan een groot aantal vaker voorkomt dan zouten van [FeO4]2−. Hieronder vallen de grotendeels gereduceerde soort dinatriumtetracarbonylferaat Na2[Fe(CO)4], K2[Fe(CO)4] en zouten van het ijzer(III)-complex tetrachloorferraat [FeCl4]− in 1-butyl-3-methylimidazoliumtetrachloorferraat. Er bestaan ook oxyanionen van ferraat(V) [FeO4]3− en ferraat(IV) [FeO4]4−, hoewel daar nauwelijks onderzoek naar wordt gedaan. Deze worden ook ferraten genoemd. 

## Synthese
Ferraat(VI)-zouten worden gevormd door ijzer in een waterig medium te oxideren met krachtige oxidatiemiddelen, of in vaste vorm door een mengsel van ijzervijlsels en kaliumnitraat poeder te verhitten. 
Ferraten worden bijvoorbeeld gemaakt door ijzer(III)hydroxide met natriumhypochloriet te verhitten in een alkalische oplossing:
2 Fe(OH)3 + 3 OCl− + 4  OH− → 2 [FeO4]2− + 5 H2O + 3 Cl−
De anion bezinkt meestal als de barium(II)-zout, wat bariumferraat vormt.

## Eigenschappen
Fe(VI) is een krachtig oxidatiemiddel dat de hele pH-schaal bestrijkt, met een reductiepotentiaal (Fe(VI)/Fe(III)-koppel) variërend van +2.2 V tot +0.7 V versus SWE in respectievelijk zure en basische media.
[FeO4]2− + 8  H+ + 3 e− ⇌ Fe3+ + 4 H2O; E0 = +2.20 V (zuur medium)
[FeO4]2− + 4 H2O + 3 e− ⇌ Fe(OH)3 + 5 OH−; E0 = +0.72 V (basisch medium)
Hierdoor is de ferraat(VI)-anion instabiel bij neutrale of zure pH-waarden, leidend tot een ontledingsreactie naar ijzer(III). De reductie gaat door tussensoorten waarin ijzer oxidatietoestanden heeft van +5 en +4. Deze anionen zijn nog reactiever dan ferraat(VI). De ferraten zijn stabieler in alkalische oplossingen, waarin ze blijven bestaan voor periodes van 8 tot 9 uur in pH-waarden tussen 8 en 9.
Waterige oplossingen van ferraten zijn roze wanneer ze verdund zijn, en donkerrood of paars bij hogere concentraties. Het ferraat-ion is een krachtiger oxidatiemiddel dan permanganaat en oxideert ammonia tot moleculair stikstof. 
Het ferraat(VI)-ion heeft twee ongepaarde elektronen en is dus paramagnetisch. Het heeft een tetraëdische moleculaire geometrie, isostructureel met de chromate en permanganate ionen. 

## Toepassingen
Ferraten zijn effectieve desinfecteermiddelen en zijn in staat om virussen te verwijderen en te vernietigen. Ze zijn ook interessant als potentieel middel als milieuvriendelijk waterbehandelingschemicalie, aangezien het bijproduct van ferraatoxidatie het relatief ongevaarlijke ijzer(III) is. Het was tot nog toe onmogelijk om de chemie houdbaar en stabiel te produceren, wat het onmogelijk maakt om het voor grote schaal te produceren en toe te passen als waterbehandelingsmiddel. Ferr-Tech is als Nederlands bedrijf hier als eerste in geslaagd en produceert FerSol (Ferraat(VI) in vloeibare vorm) nu op industriële schaal. 
Natriumferraat (Na2FeO4) is een nuttig reagens met goede selectiviteit en is stabiel in een waterige oplossing met hoge pH-waarde, waardoor het oplosbaar blijft in een met natriumhydroxide verzadigde waterige oplossing.

## Ferraatverbindingen
- Kaliumferraat(VI)
- Bariumferraat(VI)
- Natriumferraat(VI)